# 亚丝明·穆拉比特
亚丝明·凯蒂·穆拉比特·斯莱克（阿拉伯语：‎；1999年8月8日—），西班牙和摩洛哥女子足球运动员，司职中场，目前效力于巴伦西亚足球俱乐部和摩洛哥国家女子足球队。她曾代表摩洛哥参加2022年非洲女子世界杯和2023年国际足联女子世界杯等多场国际赛事。